# Ripoll-bijbels
De Ripoll-bijbels zijn een set van verluchte handschriften, in de eerste helft van de 11e eeuw gemaakt in het scriptorium van de abdij van Ripoll tijdens het abbatiaat van abt Oliba. Er zijn drie bijbels waarvan er een bewaard wordt in de Vaticaanse Bibliotheek (Ms. Vat. Lat. 5729) die men de Ripoll-bijbel noemt en een tweede die bewaard wordt in de Bibliothèque nationale de France (Paris, BN, Ms. Lat. 6, I IV) waarnaar meestal gerefereerd werd als de Rodes-bijbel. Van de derde bijbel, de Fluvia-bijbel, zijn fragmenten bewaard gebleven, die werden teruggevonden in de bibliotheek van het Klooster van Montserrat en nu bewaard worden in de bibliotheek van Montserrat, in de Arxiu Comarcal del Pla de l'Estany in Banyoles en in de ACA Arxiu Reial van Barcelona. In een inventaris uit 1047 van het klooster van Santa Maria de Ripoll (bij Girona), opgesteld naar aanleiding van het overlijden van abt Oliba, werden de drie bijbels vermeld als Bibliotheca wat op hun complete inhoud wijst.

## Beschrijving

### De Ripoll-bijbel
De Ripoll-bijbel meet 374 x 555 mm en bevat 465 perkamenten folia. De tekst is geschreven in drie kolommen in een kleine Catalaanse Karolingische minuskel. Hij werd gemaakt in het tweede kwart van de 11e eeuw en men kon de afkomst uit Ripoll afleiden uit de duidelijke iconografische verwantschap tussen de illustraties in de boeken Exodus en Koningen, met de reliëfs op het westerportaal van de kloosterkerk, gebouwd in de periode 1150-1160. Daarnaast zijn er ook de stilistische parallellen tussen deze bijbel en Catalaanse handschriften uit dezelfde periode waarvan men zeker is dat ze in Ripoll gemaakt werden. De bijbel werd voor het grootste deel geschreven door Guifré van Ripoll. Het manuscript bevat meer dan 300 (meestal) volbladminiaturen. Dit maakt hem tot een van de meest geïllustreerde bijbels uit de vroege middeleeuwen.
Marginale glossen uit de twaalfde eeuw en schrijftesten die op Zuid-Frankrijk wijzen, laten vermoeden dat de bijbel in Frankrijk terecht kwam, waarschijnlijk in de abdij van Sint Victor in Marseille, waarvan de abdij van Ripoll toen een onderafdeling was. Vanaf de zeventiende (tussen 1612 en 1618) eeuw bevindt hij zich in de Vaticaanse Bibliotheek. Men heeft lange tijd gedacht dat het een Italiaanse bijbel was afkomstig van de benedictijnerabdij van Farfa en hij werd de Farfa-bijbel genoemd.

### De Rodes-bijbel
De Rodes-bijbel meet 335 bij 480 à 488 mm en is tegenwoordig ingebonden in vier volumes met 110, 179, 164 en 113 folia. Ook deze bijbel werd geschreven in drie kolommen in een kleine Catalaanse Karolingische minuskel. Hij werd bewaard in het klooster van Sant Pere de Rodes. Er zijn verschillende handen te herkennen in dit handschrift zowel wat betreft het schrift als in de illustraties. De illustraties in het derde volume, die ontstonden in de late elfde of begin twaalfde eeuw evolueren duidelijk naar het Romaanse type. In deze bijbel zien we de overgang van de Karolingische naar de Romaanse miniatuur.
In 1693 werd de bijbel door de Franse maarschalk Anne Jules de Noailles tijdens de Negenjarige Oorlog (1688-1697) uit het klooster geroofd en meegenomen naar Frankrijk, waar hij nu bewaard wordt in de Bibliothèque nationale de France.
Deze bijbel werd waarschijnlijk gerealiseerd tussen 1010 en 1025 maar werd later verder afgewerkt en de verluchting van het derde en vierde volume toont verwantschap met de Ripoll-bijbel enerzijds, maar ook met werken uit andere scriptoria.